# John Searle

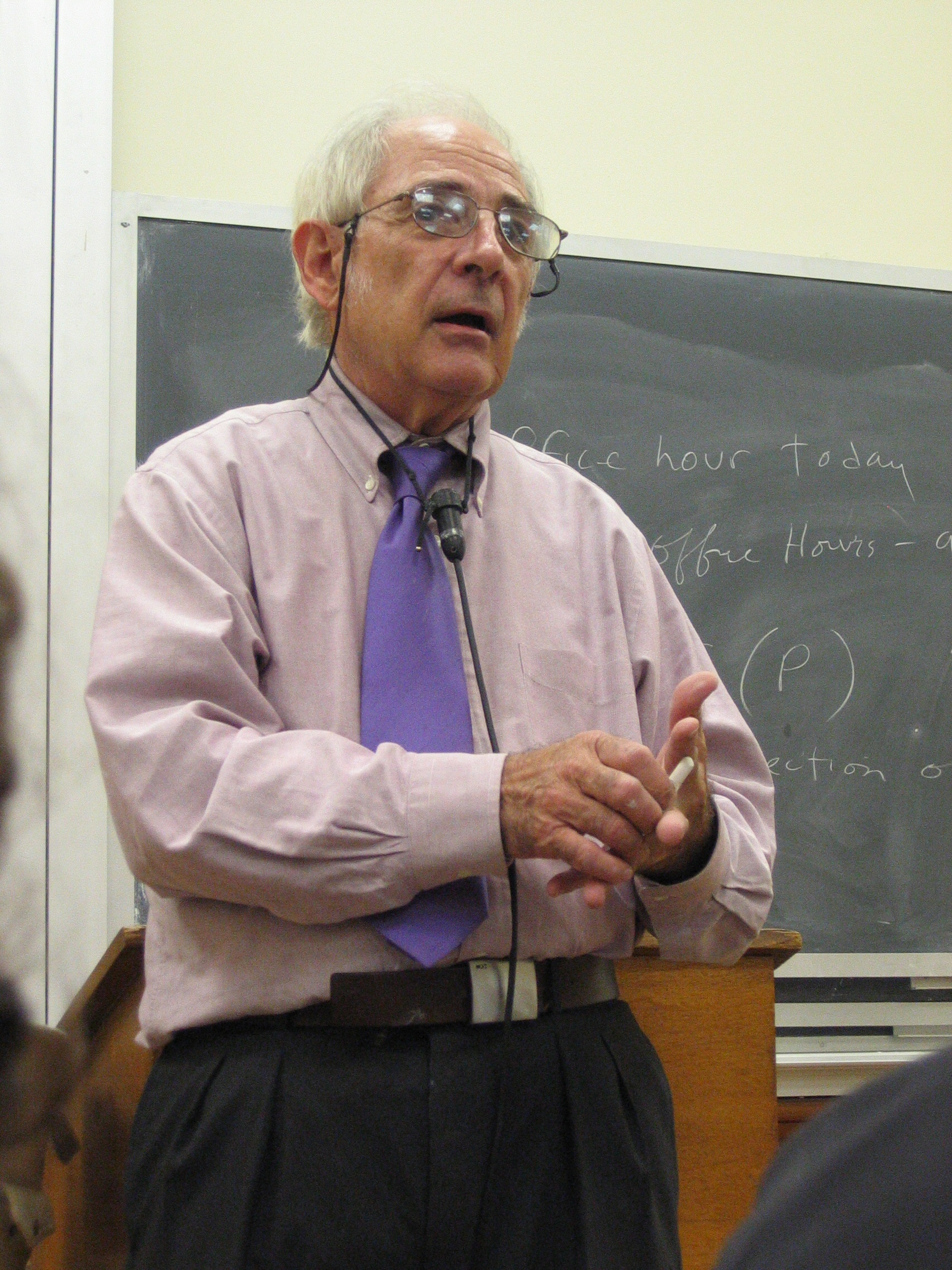
John Searle in 2002

John Rogers Searle (Denver (Colorado), 31 juli 1932) is een Amerikaans filosoof en hoogleraar aan de Universiteit van Californië in Berkeley. Hij is vooral bekend van zijn bijdragen aan de taalfilosofie en de filosofie van de geest, en zijn bijdrage aan het concept van "sociale realiteit". Hij wordt beschouwd als een van de toonaangevende taalfilosofen uit de twintigste eeuw, en wordt geplaatst in de stroming van de Ordinary language philosophy.

## Biografie
Searle werd geboren in Denver in 1932 en studeerde aan de Universiteit van Wisconsin en daarna met een Rhodesbeurs aan de Universiteit van Oxford. Hierbij volgde hij colleges van John Austin en Peter Frederick Strawson. Hij werd hier ingewijd in de filosofie van de zogenaamde 'ordinary language philosophy', die zijn bloeitijd beleefde in Oxford in de jaren vijftig, en die hij door de ontwikkeling van zíjn taalhandelingtheorie een belangrijke impuls zou geven. In Oxford studeerde Searle van 1957 tot 1959 aan Christ Church College, waar hij in 1959 ook zou promoveren.
In 1959 werd Searle, nog geen dertig jaar oud, tot hoogleraar benoemd aan de gerenommeerde Universiteit van Californië in Berkeley. Daar zou hij bijna vijftig jaar de dienst uitmaken binnen de filosofische faculteit. In Berkeley ondersteunde Searle de opkomende studentenprotesten en was de eerste, van de vast aangestelde professoren, die de zogenaamde "Free Speech Movement" ondersteunde. In 1969 publiceerde Searle zijn taalfilosofische hoofdwerk "Speech Acts", dat belangrijke uitwerking zou hebben in de gehele linguïstiek. In de daaropvolgende jaren ontplooide hij zich ook op andere gebieden van de filosofie, onder andere in de filosofie van de geest, waar hij zich door kritiek op het reductionisme zou onderscheiden.
Voor zijn bijdragen op het gebied van de filosofie van de geest ontving Searle in 2000 de Jean Nicod Prijs. In 2004 werd hij ook onderscheiden met de National Humanities Medal.
In juni 2019 werd Searle ontdaan van zijn emeritus-status aan de University of California, Berkeley, omdat hij het beleid inzake seksuele intimidatie van de universiteit had geschonden. Bron: Weinberg, Justin (June 21, 2019). "Searle Found to Have Violated Sexual Harassment Policies". Daily Nous.

## Werk
Searle houdt zich bezig met taalfilosofie, denken en bewustzijn. Hij geeft hier een vak over taal en denken, maar ook één over sociale filosofie. In de jaren zestig was Searle een van de grondleggers van de speechacttheorie, een pragmatisch model dat de conversationele functies van talige uitingen in kaart brengt.
Searle wordt beschouwd als een van de toonaangevende taalfilosofen uit de twintigste eeuw. Karakteristiek aan zijn denken is de toegankelijkheid en de helderheid van argumentatie. Zijn denken blijft doorgaans ook binnen de kaders van wat wordt aanvaard door het gezond verstand. Searle heeft zich altijd tot een breed publiek gericht, en zich uitgesproken over een breed scala aan filosofische onderwerpen. Zijn filosofie is uiteindelijk een samenhangend geheel van doctrines over taal, geest en de sociale wereld. Tot zijn belangrijkste werken behoren: Speech Acts. An Essay in the Philosophy of Language(1969), Minds, Brains and Programs (1980), Intentionality (1983), The Construction of Social Reality (1995) en Mind, Language and Society (1998).

### Intentionaliteit
In zijn boek Intentionality – An essay in the philosophy of mind (1983) introduceert Searle het begrip "intentionaliteit". Hieronder verstaat hij onder andere het volgende:
- Een geheel van geestelijke toestanden die zich richten op voorwerpen of toestanden in de realiteit.
- De Intentionele handelingen (waaronder ook perceptie) die gedreven worden door die Intentionele toestanden.

Intentionaliteit kent volgens hem de volgende formele eigenschappen: propositionele inhoud, bevredigingsvoorwaarde, psychologische kracht en pasrichting.

### Filosofie van de geest
Op het gebied van de filosofie van de geest maakt Searle onderscheid tussen sterke en zwakke kunstmatige intelligentie, in het Engels "artificial intelligence" of "AI". Bij zwakke AI is er geen sprake van intentionaliteit, bij sterke AI juist wel.
Om dit te illustreren bedacht hij het Chinese kamerargument. In dit gedachte-experiment kan een computer Chinees spreken op basis van een set instructies. Ook als de computer even goed Chinees kan spreken als een mens, dan nog zal de computer geen intentionaliteit hebben.

### Chinese kamer
De Chinese kamer is een gedachte-experiment dat bedacht werd door Searle in 1980, in het artikel Minds, brains, and programs. Het experiment betreft de vraag of computers, nu of in de toekomst, zouden kunnen denken zoals mensen dat kunnen. Searle betoogt van niet. Hiermee probeert hij een antwoord te bieden op een ander gedachte-experiment dat het tegendeel verdedigt, namelijk de turingtest van Alan Turing.